# Заслужений військовий льотчик СРСР
Заслужений військовий льотчик СРСР — почесне звання, засноване 26 січня 1965. Привласнювалося Президією Верховної Ради СРСР літному составу Військово-повітряних сил, авіації Військово-морського флоту й Військ протиповітряний оборони СРСР, що має кваліфікацію військового льотчика 1 го класу або військового льотчика-інструктора 1 го класу, за особливі заслуги в освоєнні нової авіаційної техніки, високі показники у вихованні й навчанні літних кадрів і багаторічну безаварійну літну роботу у військовій авіації. Особам, відзначеним цього звання, вручалися Грамота Президії Верховної Ради СРСР і нагрудний знак установленого зразка. Указом Президії Верховної Ради СРСР від 22 серпня 1988 звання скасоване, для представників всіх видів збройних сил було встановлено єдине почесне звання «Заслужений фахівець Збройних Сил СРСР»..